# Атика бинт Мурра
Атика бинт Мурра ибн Хилал ибн Фалидж ибн Дхакван (араб. عاتكة بنت مرة‎ ʿĀtikah bint Murrah ibn Hilāl ibn Fālij ibn Dhakwān; род. V век) — прапрабабушка исламского пророка Мухаммеда, наследница арабского племени Бану Хавазин, мать Хашима ибн Абд Манафа.

## Семья
Она была дочерью Мурры ибн Хилала и Сафии бинт Ауф, двоюродной сестры Мурры. Атика была женщиной из племени Бану Хавазин. Она вышла замуж за лидера племени Бану Кааб ибн Луай, Абд Манафа ибн Кусая. От него у неё было много сыновей. Сыновья: аль-Мутталиб (араб. المطلب‎), Амр/Хашим (араб. عمرو/هاشم‎) и Абд Шамс (араб. عبد الشمس‎). Дочери: Барра (араб. برة‎), Хала (араб. هالة‎), Тумадир (араб. تماضر‎), Килаба (араб. قلابة‎), Хайя (араб. حياة‎), Райта (араб. ريطة‎), Катама (араб. خثامة‎) и Суфьяна (араб. سفيانة‎).

## Биография
Атика была женой Абд Манафа ибн Кусая. Рождение ей сиамских сыновей-близнецов Амра (более известного как Хашим) и Абд Шамса запомнилось тем, что Амр родился с одним из своих пальцев ноги, прижатым ко лбу Абд Шамса. Говорили, что они боролись в утробе матери, пытаясь стать первенцами. Легенда гласит, что их отец Абд Манаф ибн Кусай разделил сиамских братьев мечом, и что некоторые священники считали, что кровь, которая текла между ними, означала войны между их потомками (стычки действительно происходили между Бану аль-Аббас и Бану Уммайя ибн Абд Шамс в 750 году по хиджре).
Атика также родила Абд Манафу ибн Кусаю еще трех сыновей; Мутталиб и шесть дочерей; Барра, Хала, Тумадир/Тамадур, Килаба, Хайя, Райта/Рита, Хатама, Суфьяна